# Элиаде, Мирча

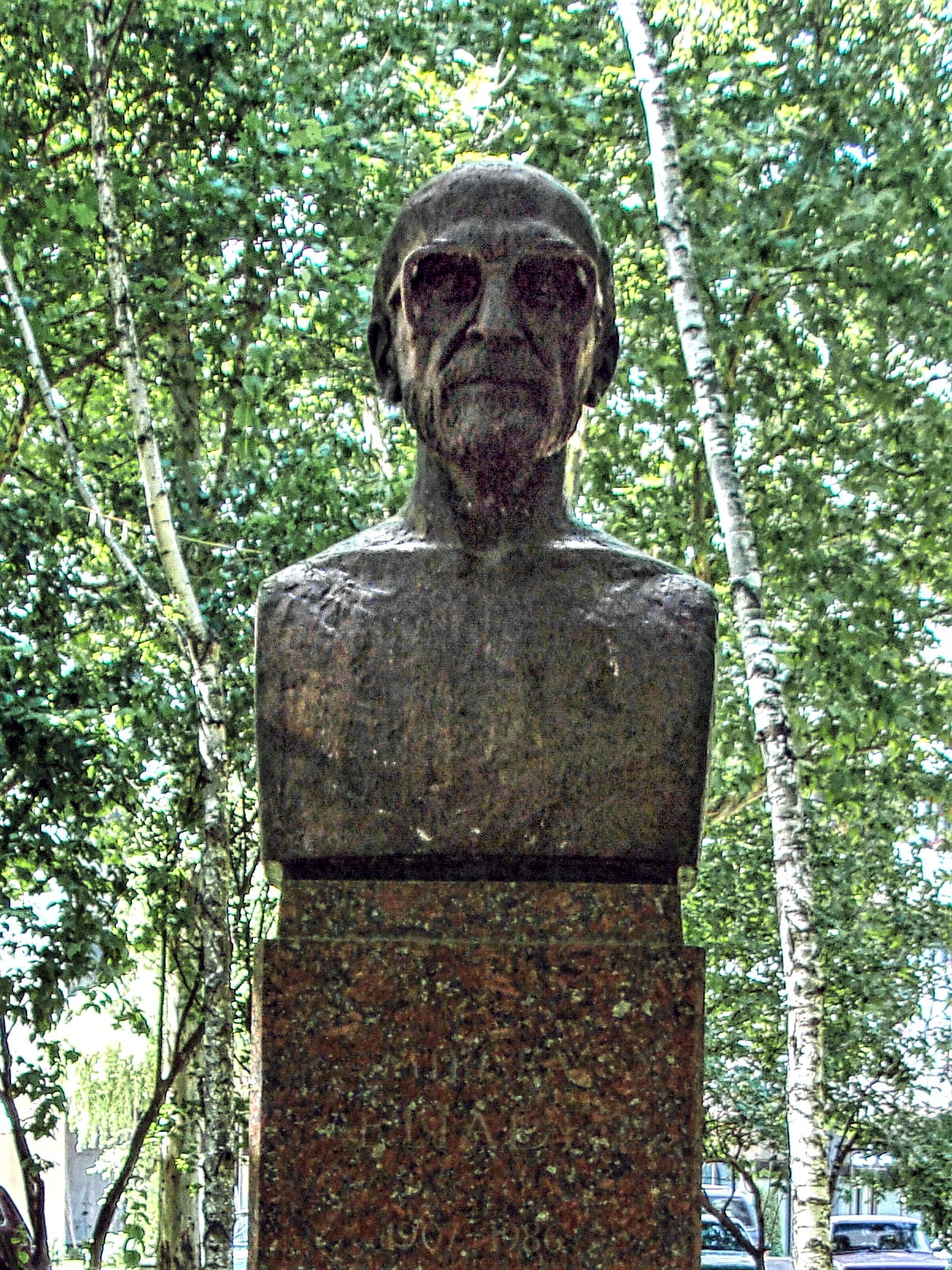
Бюст в Аллее Классиков

Ми́рча Элиа́де (рум. Mircea Eliade; 24 февраля [9 марта] 1907, Бухарест, Королевство Румыния — 22 апреля 1986, Чикаго, США) — румынский, французский и американский религиовед, историк религии и философ культуры. Получил всемирную известность как исследователь мифологии, «религиозного символизма, ритуалов, магии и оккультизма, шаманизма, древней техники экстаза, мифов, архаического сознания и способа мышления».
Профессор Чикагского университета с 1957 года, гражданин США с 1966 года. Автор более 30 научных, литературных и философских трудов, переведённых на 18 языков мира. Был полиглотом: свободно владел десятью языками (румынским, французским, немецким, итальянским, английским, ивритом, фарси, санскритом, пали, бенгали).
Из его работ по истории религии наиболее ценными являются труды, посвящённые шаманизму, йоге, космогоническим мифам. Также исследовал переход от мифологического описания мира к историческому.

## Биография

### Детство
Мирча Элиаде родился 9 марта 1907 года в Бухаресте. В румынских источниках в качестве даты рождения указано 28 февраля по юлианскому календарю, так как григорианский календарь был введён в Румынии только в 1924 году. Семья Элиаде была православной и отмечала его день рождения в день 40 мучеников, в Севастийском озере мучившихся, — 9 марта по юлианскому календарю. Сам Элиаде всегда указывал этот день в качестве своего дня рождения.
Мать Иоана Арвира, урождённая Василеску — из семьи трактирщика. Отец, Георгие Элиаде (от рождения он носил фамилию Иеремия, но сменил её из преклонения перед поэтом Элиаде-Рэдулеску) — из молдавских крестьян. Так как он был военным, семья Элиаде часто переезжала с места на место.
В 1917—1925 годы учился в школе и лицее Спиру Харета. В период учёбы Мирча увлёкся философией, Древним Востоком, историей религии. Выучил французский и немецкий языки вместе с латынью. В 1924—1925 годы также выучил итальянский и английский языки, чтобы читать Раффаэле Петтаццони и Джеймса Джорджа Фрейзера в оригинале.
В 1921 году состоялся его дебют — статья «Враг шелковичного червя», опубликованная в «Газете народного знания». Тогда же на конкурсе среди лицеистов он получил первую премию за рассказ «Как я нашёл философский камень».
В 1922 году становится постоянным автором рубрик «Энтомологические беседы» и «Из блокнота следопыта» в «Газете народного знания», где описывает свои путешествия по Румынии.
В 1922—1923 годах написал первое крупное произведение, — «Роман о близоруком подростке», которое будет опубликовано только 64 года спустя. В это же время у него уже опубликовано около полусотни литературных очерков и статей.

### Учёба
В 1925 году поступил на факультет филологии и философии в Бухарестский университет. В 1928 году получает степень лиценциата. Дипломная работа Элиаде называлась «Итальянская философия от Марсилио Фичино до Джордано Бруно».

### Путешествие в Индию
В 1928 году магараджа Марахайя Маниндра Чандра Нанди из Касимбрагара предоставил Элиаде стипендию для обучения в Индии, и он отправился в Калькутту для изучения санскрита и философии под руководством профессора Калькуттского университета Сурендраната Дасгупты. По пути в Индию он посещает Египет и Цейлон. Во время учёбы Элиаде путешествовал по индийским деревням и монастырям в Гималаях. Четыре месяца жил в гималайском ашраме в Ришикеше, где изучал и практиковал йогу, его гуру был знаменитый Свами Шивананда.

### Преподавательская и научная деятельность
В декабре 1931 года Элиаде вернулся в Бухарест и вскоре приступил к самостоятельной преподавательской деятельности в Бухарестском университете, объявив курс лекций «Проблема дьявола в истории религий» и семинар «Разрыв причинности в средневековой буддийской логике». В этом же году в Бухаресте и Риме выпущены его первые публикации по философии индийских религий и состоялся литературный дебют на родине — роман «Изабель и воды дьявола».
В январе—ноябре 1932 года проходит военную службу сначала в противовоздушном полку, а затем — в бюро переводчиков при штабе. Также выступает по радио с циклом лекций, сотрудничает в еженедельниках «Кувынтул» и «Время» и принимает участие в деятельности просветительского общества «Критерион». Занимается написанием диссертации по истории йоги и выпускает первый сборник эссе «Монологи».
В 1933 году роман «Майтрейи» получил первую премию на конкурсе рукописей, что принесло Элиаде большую известность. В этом же году он защищает докторскую диссертацию (в 1936 году вышла в виде монографии «Йога. Эссе об истоках индийской мистики») и становится ассистентом кафедры логики и метафизики Бухарестского университета.
Мирча Элиаде женился на Нине Мареш в 1934 году. Выходят его романы «Возвращение из рая» и «Гаснущий свет», а также сборники эссе «Океанография» и «Индия».
В 1935 году выпущены романы «Строительство» и «Хулиганы» и первая часть монографии по восточным наукам «Азиатская алхимия».
После публикации книги «Девица Кристина» (1936) Элиаде был обвинён в распространении порнографии и на время отстранён от преподавательской деятельности. Роман, главным героем в котором был стригой, посвящён роли эротики и смерти в человеческой жизни.
В 1937 году вышла в свет вторая часть монографии по восточной науке «Вавилонская космология и алхимия», которая во французский период жизни Элиаде вместе с первой частью, дополненные и исправленные были объединены в работу «Кузнецы и алхимики». Также выходит роман «Змей».
С января 1937 года по февраль 1938 года Элиаде опубликовал ряд статей в поддержку фашистской организации «Железная гвардия» (рум. Garda de Fier). В 1938 году, установивший диктатуру король Румынии Кароль II начал бескомпромиссную борьбу против «Железной гвардии» и сочувствующих этой организации. Был арестован профессор кафедры философии Бухарестского университета Нае Ионеску, а Элиаде, как его ассистент, был снова отстранён от работы в университете. В июне 1938 года в доме Элиаде был проведён обыск, изъята переписка на иностранных языках с учёными, участвовавшими в создании журнала сравнительного религиоведения «Залмоксис». Элиаде избежал ареста благодаря анонимному звонку, предупредившему об обыске. Но 14 июля Элиаде всё-таки был арестован и доставлен в штаб-квартиру Румынской службы безопасности. В первую неделю августа 1938 года, как и многие представители румынской элиты того времени, несогласные с диктатурой Кароля II, Элиаде был заключён в концентрационный лагерь в Меркуря-Чук, где он читал заключённым лекции по метафизике и религии, рассказывал о символизме библейских пророков, христианском эзотеризме и йоге. Элиаде пытались заставить подписать «отречение» от «Железной гвардии», которую он полностью никогда не поддерживал из-за её принятия западной (фашистской) идеологии. Элиаде отказался подписать публичное отречение, и так как он после публикации «Майтрейи» уже был известной в Румынии личностью, кроме постоянно включённого в камере света, пыток к нему не применяли. В октябре с подозрением на туберкулёз Элиаде был переведён в клинику в Мороени, так как смерть знаменитого писателя в лагере была невыгодна властям. 12 ноября 1938 года Мирча Элиаде был освобождён без каких-либо обвинений. При содействии профессора Александру Росетти Элиаде был отправлен в качестве атташе по культуре за границу.
Позже Элиаде преподавал во многих университетах Европы. В 1938 году был издан его роман «Свадьба на небесах», а через год в Париже состоялся выпуск первого номера журнала по истории религий «Залмоксис» и в Бухаресте сборника эссе «Фрагментариум».
В 1940 году начал работать атташе по культуре при румынском посольстве в Лондоне и выпустил новеллы «Загадка доктора Хонигбергера» и «Серампорские ночи» (Бухарест).
В 1941—1945 годы — советник посла по вопросам культуры в Лиссабоне. Встречался с Х. Ортегой-и-Гассетом и Э. д’ Орсом. На сцене «Национального театра» в Бухаресте — премьера пьесы «Ифигения».
В 1941 году в Бухаресте вышло эссе «Миф о воссоединении», ставшее основой для будущей французской работы «Мефистофель и андрогин».
В 1943 году выпустил «Комментарии к легенде о мастере Маноле» и эссе «Остров Евтанасия» (Бухарест).
В 1944 году Нина Мареш умерла от рака.
В 1945 году вернулся в Париж. По приглашению исследователя мифологии Жоржа Дюмезиля читал курс лекций в «Школе высших штудий». Был избран членом Азиатского общества в Париже.
В 1948 году был приглашён читать лекции в Сорбонне. При содействии Нае Ионеско, Эмиля Чорана, Константина Брынкуши и др. основал румынский культурный центр «Лучафэрул». В этом же году выходит его работа «Техники йоги» («Галлимар»).
В 1949 году издательством «Пайо» выпущен «Трактат по истории религий» (фр. Traite d'histoire des religions; в английском варианте озаглавлен «Patterns in comparative religion» (1958). Также в свет вышла монография «Миф о вечном возвращении» («Галлимар»).
В 1950 году женился на Кристинель Коттеску. В этом же году на конференции «Эраноса» в Асконе познакомился с Карлом Густавом Юнгом.
В 1951 году издательством «Пайо» выпущена монография «Шаманизм и архаические техники экстаза».
В 1952 году издательством «Галлимар» выпущена монография «Образы и символы».
В 1954 году издательством «Пайо» выпущена монография «Йога. Бессмертие и свобода».
В 1955 году издательством «Галлимар» выпущен французский перевод двухтомного романа «Купальская ночь» (рум. Noaptea de Sаnziene), который под названием «Заповедный лес» (фр. Forеt interdite). В этом же году Элиаде пишет главу «Устные литературы» для «Энциклопедии Плеяды».
В 1956 году издательство «Фламмарион» публикует эссе «Кузнецы и алхимики». В этом же году Элиаде совершает свою первую поездку в США, где в Чикагском университете проводит «Хаскеллские чтения», которые потом будут опубликованы под названием «Рождение и повторное рождение» («Birth and Rebirth», 1958); французское издание — «Мистические рождения» («Naissances mystiques», 1959); второе английское издание «Обряды и символы инициации» («Rites and Symbols of Initiation», 1965)".
В 1957 году становится заведующим кафедрой истории религий Чикагского университета и профессором Комитета общественной мысли. Во время работы в Чикаго Элиаде написал большое количество научных трудов (написал для Rowohlts deutsche Enzyklopädie эссе «Священное и мирское» («Das Heilige und das Profane»), в 1959 году переведённое на английский, затем переизданное издательством «Галлимар» в 1965 году как «Le Sacre et le Profane»). В этом же году издательством «Галлимар» выпущено эссе «Мифы, сновидения и мистерии».
С 1959 года 2 триместра читает лекции и ведёт семинары, а последний триместр работает с аспирантами, также проводя лето в Европе. В этом же году «Миф о вечном возвращении» с новым предисловием Элиаде переиздан в Нью-Йорке под названием «Космос и история».
В 1960 году начал работать над воспоминаниями.
В 1960—1972 годы в Штутгарте совместно с Эрнстом Юнгером выпускал ежегодный альманах мифологических исследований «Антайос».
В 1961 — 1986 годы вместе с Дж. Китагавой и Ч. Лонгом руководил изданием энциклопедии «История религий» в 16-ти томах.
В 1962 году издательство «Сёй» выпускает «Патанджали и йога». В этом же году пишет эссе «Мефистофель и андрогин», которое будет выпущено издательством «Галлимар» на английском в Нью-Йорке в 1965 г., а затем переиздано в 1969 г. в Лондоне под заголовком «The Two and the One»).
В 1963 году издательством «Галлимар» выпущены «Аспекты мифа», представляющие собой сжатое изложение «Трактата по истории религий». Кроме того в свет выходят английские версии «Кузнецов и алхимиков» под заголовком «The Forge and the Crucible» (Лондон — Нью-Йорк) и «Аспектов мифа» — «Myth and Reality» (Нью-Йорк). А мадридское эмигрантское издательство «Дестин» на румынском публикует сборник повестей и рассказов. Также Элиаде начинает работу над вторым том мемуаров, которые в то время он считает своим главным делом.
В 1964 году начинает сотрудничество с «Энциклопедией мирового искусства» (Нью-Йорк).
В 1966 году был избран членом Американской академии искусств и наук. В том же году стал доктором honoris causa Йельского университета. В Мадриде на румынском языке выходит первый том его воспоминаний: «Amintiri. I. Mansarda».
В 1967 году выходит хрестоматия древних текстов «От первобытных до дзен-буддизма» («From Primitives to Zen», Лондон — Нью-Йорк); переизданная в 1974 г. в четырёх томах: I."Gods, Goddesses and Myths of Creation"; II."Man and the Sacred"; III."Death, Afterlife and Eschatology"; IV."From Medicine Man to Muhammad". А в Париже выпускается по-румынски повесть «На улице Мынтуляса».
В 1969 году в Аргентине получает степень доктора honoris causa Университета Ла-Платы. В свою очередь Чикагский университет издаёт том посвящённых Элиаде исследований «Мифы и символы». Кроме того в Румынии впервые после войны выходят два тома его беллетристики. Также впервые издана книга «Поиски. История и смысл в религии» («The Quest. History and Meaning in Religion», Чикаго — Лондон), переизданная в 1971 г. под названием «Ностальгия по истокам» («La Nostalgie des origines», «Галлимар»).
В 1970 году становится доктором honoris causa Лойольского университета в Чикаго и членом-корреспондентом Британской академии. Выпущена в свет монография «От Залмоксиса до Чингисхана» («Пайо»), посвящённая гето-дакийским мифам и балканскому фольклору.
В 1971 году в Париже на румынском языке публикуется роман «Купальская ночь».
В 1972 году становится членом-корреспондентом Австрийской академии наук и членом Бельгийской королевской академии. Кроме того в этом же году в Париже издано исследование «Австралийские религии».
В 1973—1976 годы в Японии издано 13-томное собрание сочинений Мирчи Элиаде.
С 1976 года — доктор honoris causa Сорбонны. Вышел сборник эссе «Оккультизм, колдовство и мода в культуре» (Чикаго — Лондон) и первый том монументальной «Истории религиозных идей» («Пайо»).
В 1977 году в Париже на румынском выпускается сборник повестей и рассказов «При дворе Диониса».
В 1978 году в свет выпущен Второй том «Истории религиозных идей», а в издательстве «Эрн» выходит французский перевод «Змея» — «Andronic et le Serpent». Кроме того Мирче Элиаде посвящён 33-й номер («Cahiers de le Herne») и издана в качестве книги запись бесед Элиаде с Клодом-Анри Роке под названием «Испытание лабиринтом».
В 1980 году Лионский университет имени Жана Мулена принимает решение о выдвижении Элиаде на соискание Нобелевской премии. В этом же году в «Галлимаре» выходит первая часть мемуаров: «Memoires, I (1907—1937). Les promesses de l’equinoxe», а в Румынии происходит постановка пьесы «Бесконечная колонна». В свою очередь в Нью-Йорке выпущена аннотированная библиография сочинений Элиаде: Douglas Allen and Dennis Doeing. «Mircea Eliade. An Annotated Bibliography» и в Париже на румынском языке выходит фантастическая повесть «Без юности юность».
В 1981 году под заголовком «Autobiography» выпущена английская версия первой части мемуаров, Нью-Йорк. «Без юности юность» вышла в издательстве «Галлимар» под заголовком «Le temps d’un centenaire».
В 1982 году Элиаде отмечает юбилей — 75 лет, а в марте в его честь в США выходит юбилейный том «Воображение и смысл» («Imagination and Meaning»). Кроме того в этому событию в разных мира странах приурочено проведение посвящённых Элиаде симпозиумов и коллоквиумов.
В 1983 году издательством «Пайо» в свет выпущен третий том «Истории религиозных идей».
В 1984 году в ФРГ начинается выпуск полного собрания сочинений Элиаде. Кроме того, в этом году происходит ещё два знаменательных события: в Италии Элиаде вручают международную премию Данте Алигьери, а во Франции его награждают Орденом Почётного Легиона.
С 1985 года — доктор honoris causa Вашингтонского университета, а Чикагский университет 15 мая того же года принимает решение о присвоении кафедре истории религий имени Мирчи Элиаде.
В феврале 1986 года издательство «Галлимар» выпускает последний прижизненный том эссе «Briser le toit de la maison. La creativite et ses symboles».
Одной из последних работ Элиаде была трёхтомная «История религиозных идей», охватывающая период от каменного века до Реформации. Элиаде намеревался завершить этот труд исследованием религиозного творчества вплоть до современных обществ, но пожар в 1984 году, уничтоживший множество материалов, предназначенных для этой публикации, и его смерть через два года помешали ему закончить задуманное.
Кроме научных работ, Элиаде является автором многих фантастических произведений с такими характерными элементами, как вампиры, злые духи, призраки, искривление времени, поиски бессмертия. Большинство послевоенных литературных произведений Элиаде так или иначе связаны с идеей «иного» мира, скрытого за повседневной действительностью.
Мирча Элиаде умер в Чикаго 22 апреля 1986 в возрасте 79 лет.

## Идеи

### Концепция мифа
Миф, согласно идее Элиаде, приобретший с десакрализацией времён античных греков значение вымысла, сказки, играл в жизни доисторических (и не только) людей совершенно другую роль.
Для религиозного человека первостепенное значение имеют некие трансцендентные ценности, модели, заложенные в мифах. Что же такое миф? Миф — это определённая история, произошедшая, как верили первобытные люди, с их предками, с их прародителями. Однако это история произошла не во времени, а вне его. Элиаде его определяет следующим образом: «Миф излагает сакральную историю, повествует о событии, произошедшем в достопамятные времена „начала всех начал“. Миф рассказывает, каким образом реальность, благодаря подвигам сверхъестественных существ, достигла своего воплощения и осуществления…» Эта история — сакральная модель, которую первобытные люди повторяли в своих ритуалах, чтобы приблизиться к тому трансцендентному, сверхчеловеческому.
Стоит сказать, что мифологичность присуща не только первобытному человеку, однако на его примере отчётливо видна сущность мифа. Например, сравнивая современного человека и первобытного, Элиаде подчёркивает, что первый «считает себя результатом истории», тогда как второй видит своё происхождение следствием воплощения некоторой сакральной истории, мифологических событий во времена «начала всех начал». Важным представляется и то, что первобытный человек обязан не только знать эту сакральную историю (к примеру, подвиги сверхъестественных существ), но и воспроизводить, реактуализировать её; современный же западный человек не всегда чувствует потребность в охвате всех событий, всей реальной многотысячелетней истории — это для него не витально. В этом же проявляется особенность восприятия времени первобытным человеком — для него оно циклично, то есть события тех самых начальных времён могут произойти и в будущем. Для современного же человека время линейно, необратимо.
Подробно рассматриваются у Элиаде несколько типов мифа. Один из них — миф о происхождении, в частности, лекарства. Так, исследователь отмечает распространённость идеи эффективности лекарства только в том случае, «когда известно его происхождение». В этом заключена важная особенность мифа — его творческая сила. Первобытный человек, реактуализирующий миф, как бы принимает участие в тех самых подвигах предков; именно поэтому мифы, обладая такой функцией, играют важную роль в быту первобытных обществ. Четвёртым аспектом мифа, таким образом, Элиаде называет важность познания основ окружающего мира, чтобы научиться использовать его в своих целях. И это не абстрактная идея, а ритуальное переживание сущности предметов.
Говоря о мифе о происхождении в общем, Элиаде отмечает и другой тип — космогонический миф. При этом оба эти типа могут переплетаться в религии первобытных племён. Например, тибетские народы, реактуализируя миф о происхождении (например, о генеалогии), вначале упоминают в своих ритуалах космогонический миф (о происхождении Космоса, всего мира). То же самое касается и целебных ритуалов: у некоторых народов они начинаются также с космогонии.
Элиаде подчёркивает особенность этого типа мифа — «фундаментальное единство всех видов „творения“ или „форм“ — биологических, психических или исторических». Так, повторение космогонического мифа — это как бы «архетипический жест Бога-творца», наполненный невероятной творческой силой.
Для религиоведа важен и смысл празднования Нового года в первобытных обществах. Это своего рода обновление, которым знаменуется конец старого и начало нового цикла. Мир проходит поэтапно несколько ступеней своей деградации, чтобы в конце обновиться и снова возродиться. Всё это возможно лишь благодаря космогоническому мифу, который несёт в себе это самое будущее возрождение. «Хотя неисчерпаемость быстро утрачивается, она периодически восстанавливается», отмечает Элиаде. Конец знаменует новое начало.
Причём, этот миф о деградации Космоса и последующем его возрождении характерен и для более крупных религий. Например, в ведической культуре — идея 4-х юг, поколений. Суть этой теории — циклическое создание и разрушение мира и вера в совершенство начала". Кроме того, этот же миф встречается и в других культурах, в частности, и в иудео-христианстве.
Рассматривается Элиаде и миф возвращения к истокам, который знаком и европейцам благодаря психоанализу Фрейда. Своего рода попытка вернуться в состояние до рождения, этот миф использовался и в первобытных обществах, и в более поздних культурах. Неофит должен был пройти инициацию — будь то затворничество или «пожирание чудовищем» — и переродиться. Задача подобных ритуалов — приобщить юношу к новой жизни. По идее Элиаде, это не просто второе рождение; это именно духовное перерождение, взросление.
Отмечается у Элиаде и другой важный аспект религиозности некоторых первобытных обществ. Это исчезновение, отдаление верховного, единого Бога, забывание о нём. Такой вакуум сразу же заполняется другими, более близкими к человеку божествами. Память о Боге-творце хранится в памяти народа, но она очень туманна, практически не проявляется.
В случае с некоторыми народами имеет место миф об убийстве божества. Например, божество, о чьём происхождении толком ничего не известно, прибывает к народу; люди не понимают его и убивают; перед смертью же божество открывает племени некоторую тайну, которая впоследствии превращается в миф, ритуал, повторение которого играет очень важную роль в жизни людей.
Важным элементом концепции Элиаде выступает идея изменения отношения к мифам в процессе эволюции культуры. Он отмечает, что мифологии начинают терять своё прежнее значение; сами мифы перестают осуществлять трансцендентную функцию. «И в какой-то момент истории, прежде всего в Греции и в Индии, но также и в Египте, культурная элита перестаёт проявлять интерес к истории богов и не верит больше в мифы (как в Греции), продолжая всё ещё верить в богов». Это десакрализация мифа, демифологизация культуры, демистификация. Примечательно, что, к примеру, древние греки, перестав верить в мифы, то есть в те самые мифические события, отнюдь не отрицают Абсолют, «начало всех начал». Более того, первая философская мысль, по Элиаде, как раз и проистекает из мифологии, нацеливаясь уже не на сакральные истории, а на ту самую трансцендентную основу космогонии. И в этом, согласно идее религиоведа, остатки архаического мышления, которые были свойственны самым разным античным мыслителям (включая и Платона, и Аристотеля).
Отмечается у Элиаде и отрицательный смысл «забвения» в различных культурах. Так, для индийской традиции это самое забвение — имеется в виду забвение прошлых существований — «равнозначно… незнанию, рабству (пленению) и смерти». Схожая идея встречается и у Платона. Однако в платоновской концепции забвение идей — это не утрата памяти о предыдущих жизнях, а забвение трансперсонального, надличностного начала всего сущего.
Что касается демистификации, десакрализации мифов, то Элиаде развивает свою идею, говоря об утрате веры в богов античными людьми. Он подчёркивает, что только в таком античном мире, где люди уже перестали верить в мифологическую сущность богов, могло достаточно быстро и широко распространиться христианство.
Оно пришло на смену античности, более не верившей в миф, однако споры о мифологичности самого христианства также имели место среди первых богословов. Одни из них настаивали на историчности христианства, подчёркивая безусловную историчность Христа, однако другие отмечали, наряду с исторической составляющей, и мифологическую. И здесь Элиаде подчёркивает, что, не касаясь этих споров, можно всё же уверенно сказать, что «христианство, как его понимали и переживали почти две тысячи лет, не может быть полностью отделено от мифологического мышления». Это религиовед, прежде всего, связывает с тем, что христиане «сельских районов, особенно в Юго-Восточной Европе», сохранили в своей религиозности элементы прошлой мифологичности.
Элиаде исследует и мифологичность современной западной культуры. Например, человек всё так же заинтересован в сказках, историях, строящихся по мифологической модели. Герои таких произведений и историчны, и психологичны; чтение такого увлекательного романа выводит читателя из данного ему исторического времени во время «трансисторическое», сказочное. Эта функция произведений современной культуры сближает их с мифами первобытных обществ. По Элиаде, сегодня человек всё так же пытается таким образом преодолеть время.

## Критика
Начиная с 1970-х годов Элиаде подвергался критике за причастность к фашистской политической организации «Железная гвардия», действовавшей в Румынии в период между двумя мировыми войнами. Одни считали его главным идеологом движения гвардейцев, его вдохновителем. Другие полагали, что слухи о его ключевой роли в этом движении слишком преувеличены, и Элиаде был введён в заблуждение его учителем, Нае Ионеску. Сам Элиаде предпочитал не вспоминать о своём политическом прошлом, за исключением немногих случаев, например в переписке со своим лучшим учеником и самым близким человеком из его окружения в последние годы жизни — Йоаном Кулиану, профессором Школы богословия Чикагского университета, которого перед смертью назначил своим душеприказчиком. Кулиану, восхищавшийся Элиаде, изначально не хотел верить в серьёзность связи учителя с фашистской организацией, однако постепенно он обнаружил многочисленные параллели между мифологией «Железной гвардии» и уже послевоенными произведениями Элиаде. Итальянский исследователь Фурио Джеси считал, что Элиаде сыграл более разрушительную роль в «культуре правых» (в частности в послевоенном итальянском терроризме), чем Юлиус Эвола. Энрике Филиппине писал, что Элиаде сдавал румынских евреев СС. Элиаде отрицал эти обвинения, заявляя что связь с Железной гвардией не оказала влияние на его работы и мышление, одновременно называя Кодряну «честным человеком, который сумел привести целое поколение в чувство; но допустившим лавину репрессий».
Во время жизни в США (1957—1986) Элиаде поддерживал отношения с некоторыми видными бывшими участниками «Железной гвардии». Вопрос этих связей был вновь поднят в 1991 году после убийства Кулиану, которое по версии ФБР могло быть совершено либо румынской политической полицией, либо бывшими легионерами. В 1973 году в связи с публикацией некоторых компрометирующих свидетельств сорвалась предстоящая поездка Элиаде в Израиль. Израильский учёный Гершом Шолем просил Элиаде опровергнуть информацию о тесной связи с антисемитской организацией, на что тот назвал «мифом» сообщения о своём вкладе в идеологию румынского фашизма и заявил о том, что якобы не написал ни одной статьи в поддержку этой организации (что являлось сознательной ложью).

## Память
Кафедра истории религий в Чикагском университете носит его имя. 31 мая того же года в Сорбонне траурным собранием отмечается сороковой день после его смерти.
В 1987 году в Италии вышел сборник «Мирча Элиаде и Италия», где опубликованы исследования о нём и переписка с видными итальянскими, французскими и румынскими учёными. В том же году Центр Помпиду в честь 80-летия учёного провёл «Дни Мирчи Элиаде».
В Нью-Йорке вышла 16-томная «Энциклопедия религий», которую Элиаде успел полностью отредактировать, снабдить предисловием, датированным мартом 1986 года, и для которой написал ряд статей: «Алхимия: обзор»; «Андрогин»; «Центр Мира»; «Deus otiosus»; «Земля»; «Иерофания»; «Инициация»; «Металлы и металлургия»; «Ориентация»; «Сексуальность: обзор»; «Шаманизм: обзор»; «Йога».
В Бухаресте печатают, по рукописи, «Роман о близоруком подростке» и второй том «Воспоминаний».
В 1988 году в Париже на доме, где жил Элиаде (площадь Шарля Дюллена), установлена мемориальная доска с надписью: «Здесь жил Мирча Элиаде, румынский писатель и философ, который родился в Бухаресте в 1907 году и умер в Чикаго в 1986 году».
В 1990 году Мирча Элиаде посмертно избран членом Румынской академии.

## Награды
- 1980 — Лионский университет имени Жана Мулена выдвинул Элиаде на Нобелевскую премию, которую ему не дали из-за его политического прошлого.
- 1984 — Получил международную премию Данте Алигьери в Италии.
- 1984 — Элиаде награждён орденом Почётного легиона за книгу «История религиозных идей».

## Экранизации
- «Мирча Элиаде и новое открытие сакрального» (Mircea Eliade et la redécouverte du Sacré, 1987) румынского режиссёра Павла Барба-Нягра[англ.]
- «Ночи Бенгалии» (La Nuit Bengali, 1988)[28]
- «Девица Кристина» (Domnișoara Christina, 1992)[29]
- В 2007 году Фрэнсис Форд Коппола снял фильм «Молодость без молодости» по одноимённой повести Элиаде
- «Девица Кристина»[рум.] (Domnișoara Christina, 2013)

### Издания на русском языке

#### Научные работы
- Азиатская алхимия. Избранные сочинения — М.: Янус-К, 1998. 605 с. ISBN 5-86218-347-7 (Автор проекта и составитель А. А. Старостина. Под общ. ред. и вступ. стат. Н. Л. Сухачёва. Коммент. Н. Л. Сухачёва, Д. Э. Харитоновича. Пер. с рум., фр., англ. А. А. Старостиной, Н. Л. Сухачёва, Н. А. Михайлова, Т. В. Цивьян, А. В. Нестерова, Ш. А. Богиной)
- Священные тексты народов мира / Пер. с англ. В. Федорина. — М.: Крон-Пресс, 1998. — 624 с. — Серия «Академия». ISBN 5-232-01036-0
- Аспекты мифа / Пер. с фр. В. Большакова. — Инвест-ППП, 1995. — ISBN 5-87538-006-3.
Др. издание: М.: Академический проект, Парадигма, 2005. — ISBN 5-8291-0523-3, ISBN 5-902833-05-1, ISBN 5-8291-0052-5.
Др. издание: М.: Академический проект, 2010. — ISBN 978-5-8291-1125-0.
- Библиотека махараджи. Путевые заметки // Восточная коллекция. Весна 2007 / Пер. и прим. Э. Л. Полякова. — С. 118—159.
- Инициация // Нация. — 1996. — № 2.
- «Искусство умирать». Очерки о Танатосе и Эросе. / Перевод с рум. Ю. Горноскуль. — М.: Тотенбург, 2021. — ISBN 978-5-9216-2379-8.
- История веры и религиозных идей. Том I. От каменного века до элевсинских мистерий. — Критерион, 2002, ISBN 5-901337-02-6, ISBN 5-901337-09-3. 
Др. издание: М.: Академический проект, 2009.
- История веры и религиозных идей. Том II. От Гаутамы Будды до триумфа христианства. — Критерион, 2002, ISBN 5-901337-02-6, ISBN 5-901337-07-7. 
Др. издание: М.: Академический проект, 2009.
- История веры и религиозных идей. Том III. От Магомета до реформации — Критерион, 2002, ISBN 5-901337-02-6, ISBN 5-901337-08-5. 
Др. издание: М.: Академический проект, 2009.
- Йога: бессмертие и свобода — К.: София, 2000, ISBN 5-220-00307-0. 
Др. издание: СПб.: Лань, 2000. 
Др. издание: Издательство Санкт-Петербургского университета, 2004, ISBN 5-288-03350-1.
Др. издание: М.: Академический проект, 2011..
 Др. издание: М.: Ладомир, 2013. ISBN 978-5-86218-512-6, в этом издании помещена также работа  Патанджали и йога
- Комментарии к Легенде о Мастере Маноле. / Перевод с рум. Ю. Горноскуль. — М.: Тотенбург, 2020. — ISBN 978-5-9216-2340-8.
- Король и коронация // Элементы. — 1996. — № 8.
- Космическое обновление // Конец света. / Под ред. А. Г. Дугина. — М.: Арктогея, 1998. — С.159-177.
- Космос и история: Избранные работы/ Пер. с фр. и англ. А. А. Васильевой, В. Р. Рокитянского, Е. Г. Борисовой; Сост., вступ. ст. и комм. Н. Я. Дараган. Послесл. В. А. Чаликовой.; Под общ. ред. И. Р. Григулевича и М. Л. Гаспарова. М.: Прогресс, 1987.
- Мефистофель и Андрогин / Пер. с фр. Е. В. Баевской, О. В. Давтян. — СПб.: Алетейя, 1998, ISBN 5-89329-073-9
- Миф о вечном возвращении / Пер. с фр. Е. Морозовой, Е. Мурашкинцевой. — СПб.: Алетейя, 1998. Серия Миф, религия, культура.
Др. издание: Ладомир, 2000, ISBN 5-86218-315-9.
- Мифы, сновидения, мистерии — К.: Рефл-бук, Валкер, 1996, ISBN 5-87983-027-6, ISBN 5-87983-038-1, ISBN 966-543-015-7.
- Очерки сравнительного религиоведения — М.: Ладомир, 2000, ISBN 5-86218-347-7.
- Оккультизм, колдовство и моды в культуре — София, Гелиос, 2002, ISBN 966-7319-60-1, ISBN 5-344-00159-2.
- Почему я верю в победу легионерского движения? // Царскій опричникъ. — 2001. — № 1 (19).
- Религии Австралии / Пер. с англ. Л. А. Степанянц. — СПб.: Университетская книга, 1998, ISBN 5-7914-0031-4.
- Салазар и революция в Португалии / Пер. с румынского Юлии Горноскуль. — М.: Тотенбург, 2024. — 270 с.
- Священное и мирское / Пер. с фр., предисл. и коммент. Н. К. Гарбовского. — М.: Издательство МГУ, 1994, ISBN 5-211-03160-1.
- Священные тексты народов мира. — М.: Крон-Пресс, 1998 г., ISBN 5-232-01036-0.
- Словарь религий — СПб.: Алетейя, 1997. ISBN 5-7380-0050-1, ISBN 5-7914-0014-4 (Однотомный словарь составлен не М. Элиаде, а его учеником, Ионом Петре Кулиано, после смерти учителя по материалам 16-томной «Энциклопедии религий» под ред. М. Элиаде; издан на русском языке как труд коллектива авторов: Элиаде М., Кулиано И. (при участии Г. С. Винер) Словарь религий, обрядов и верований).
Др. издание: М.: Университетская книга, Рудомино, 1997, ISBN 5-7380-0050-1, ISBN 5-7914-0014-4. Науч. ред. Е. Д. Мурашкинцева. Пер. с фр. Н. Зубкова, Е. Морозовой, Е. Мурашкинцевой.
Др. издание: М.: Академический проект, 2011.
- Тайные общества. Обряды инициации и посвящения. — М.-СПб.: Университетская книга, 1998. 
Др. издание: Гелиос, 2002. ISBN 9667219512, ISBN 5-344-00170-3.
- Трактат по истории религий (в 2-х тт.) / Пер. с фр. А. А. Васильева. — СПб.: Алетейя, 2000. ISBN 5-89329-159-X, ISBN 5-89329-063-1, ISBN 5-89329-160-3, 5-89329-063-1.
- Шаманизм. — К.: София, 1998. ISBN 966-7319-16-4.
Др. издание: М., 1999.

#### Литературные труды
- Гадальщик на камешках. — СПб.: Азбука, 2000. — ISBN 5-267-00163-5.
- Генеральские мундиры. — К.: Ника-Центр, 2000. — ISBN 966-521-086-6.
- Девица Кристина // Иностранная литература. — 1992. — № 3.
- Девица Кристина. — Критерион, 2000. — ISBN 5-901337-01-8.
- Девятнадцать роз. / Пер. с рум. Ю. Горноскуль. — М.: Тотенбург, 2022. ISBN 978-5-9216-2390-3.
- Загадка доктора Хонигбергера // Согласия. — 1994. — № 3 (28).
- Змей. — Критерион, 2003. — ISBN 5-901337-12-3.
- Майтрейи. — СПб: Азбука, 2000. (другое название Ночи Бенгалии). — ISBN 5-267-00229-1.
- Под тенью лилий. / Сост. и пер. с рум. А. А. Старостиной. Послесл. Ю. Н. Стефанова. — М.: Энигма, 1996. — ISBN 5-7808-0011-1
- Посулы равноденствия. Мемуары. Т. I (1907—1937). Жатва солнцеворота. Мемуары. Т. II (1937—1960). — М.: Критерион, 2008. — ISBN 978-5-901337-29-5.
- Хулиганы. / Пер. с рум. Ю. Горноскуль. — М.: Тотенбург, 2019. — ISBN 978-5-9216-2312-5.
- У цыганок // Иностранная литература. — 1989. — № 8.
- У цыганок. — Критерион, 2003. — ISBN 5-901337-11-5.
- На улице Мынтуляса (Pe strada Mântuleasa). / пер. Ю. Кожевников. — СПб.: Азбука, 2000. ISBN 5-267-00163-5
- «Великан». / пер. Марианна Кожевникова. — СПб.: Азбука, 2000. ISBN 5-267-00163-5
- «Дочь капитана». / пер. Т. Свешникова. — СПб.: Азбука, 2000. ISBN 5-267-00163-5
- «Двенадцать тысяч голов скота». / пер. Т. Иванова, Т. Свешникова. — СПб.: Азбука, 2000. ISBN 5-267-00163-5

### Работы, не издававшиеся на русском языке

#### Научные работы
- Залмоксис, исчезающий бог (Zalmoxis, The Vanishing God), 1972.
- Миф и реальность (Myth and reality), 1963.
- Мифы, ритуалы и символы (Myths, rites, symbols)
- Поиски: история и значение религии (The quest; history and meaning in religion), 1969.
- Ритуалы и символы инициации (Rites and symbols of initiation), 1958.
- Символизм, сакральное и искусство (Symbolism, the sacred, and the arts)
- Справочник по миру религий (The Eliade guide to world religions)
- Универсальные мифы: герои, боги, обманщики и другие (The universal myths: heroes, gods, tricksters, and others)
- Что такое религия: исследование христианской теологии (What is religion?: an inquiry for Christian theology)
- Очерки сравнительного религиоведения (Patterns in Comparative Religion), 1958.
- Энциклопедия религии[итал.] (The Encyclopedia of religion), главный редактор, 1987.

#### Литературные труды
- Автобиография (Autobiography)
- Без сувениров (No souvenirs: journal, 1957—1969)
- Возвращение из рая (Întoarcerea din rai)
- Горн и тигель (The forge and the crucible)
- Дневник (Journal)
- Запретный лес (The forbidden forest)
- Свадьба на небесах (Nuntă în cer)
- Сказки о святом и сверхъестественном (Tales of the Sacred and the Supernatural): У цыганок, Три грации
- Старик и бюрократы (The old man and the bureaucrats)
- Путешествие на восток, путешествие на запад (Journey east, journey west)
- Фантастические сказки (Fantastic tales)
- Юность без юности и другие повести (Youth without youth and other novellas)

## Критика

### Издания на русском языке
- Горохов А. А. Феноменология религии Мирчи Элиаде. — СПб.: Алетейя, 2011. — 160 с.
- Забияко А. П. Сакральное как категория феноменологии религии М. Элиаде
- Иванов Вяч. Вс. Время и возвращение // Иностранная литература. — 1989. — № 8.
- Ленель-Лавастин А. Забытый фашизм: Ионеско, Элиаде, Чоран. — М.: Прогресс-Традиция, 2007.
- Михельсон О. К. История религий и Новый гуманизм М. Элиаде
- Михельсон О. К. Концепция небесного паттерна М. Элиаде и его трактовка представлений о смерти и загробном мире
- Михельсон О. К. М.Элиаде: Религиозная культура и современность
- Мутти К. Мирча Элиаде и Железная гвардия. / Пер. с нем. В. Каратаев. — М.: Тотенбург, 2020. — ISBN 978-5-9216-2343-9.
- Пахомов С. В. Элиаде и йога // Элиаде М. Йога: бессмертие и свобода.
- Ревуненкова Е. Проблемы шаманизма в трудах М. Элиаде // Актуальные проблемы этнографии и современная зарубежная наука / Под ред. Маретина Ю. и Путилова Б. — Л.: Наука, 1979. — С. 241—258.
- Сегал А. Золотой век и «железная гвардия»: к 30-й годовщине смерти Мирчи Элиаде
- Смирнов И. В. «Забытый фашизм». Театр абсурда в колоде одной масти // Радио Свобода
- Стефанов Ю. Конечное уравнение, или Ночь духов // Стефанов Ю. Трещина между мирами. Литература и Традиция. — М.: Текст, 2002.
- Сухачёв Н. Л. Феномен духа и космос Мирчи Элиаде
- Чоран Э. Мирча Элиаде

### Работы, не издававшиеся на русском языке
- Davíd Carrasco and Jane Marie Law Waiting for the dawn (Ожидая рассвет)
- Eugen Simion Mircea Eliade: a spirit of amplitude (Мирча Элиаде: дух простора)
- Bryan S. Rennie Reconstructing Eliade: making sense of religion (Восстанавливая Элиаде: понимание религии)
- Steven M. Wasserstrom Religion after religion (Религия после религии)
- Guilford Dudley Religion on trial: Mircea Eliade & his critics (Испытание религии: Мирча Элиаде и его критика)
- John D. Dadosky The structure of religious knowing (Структура религиозного знания)
- Carl Olson The theology and philosophy of Eliade: a search for the centre (Теология и философия Элиаде: поиск центра)